# Kajkowo
Kajkowo (dawniej Bukwałd, niem. Buchwalde) – wieś w Polsce położona w województwie warmińsko-mazurskim, w powiecie ostródzkim, w gminie Ostróda. Miejscowość jest siedzibą sołectwa Kajkowo, w skład którego wchodzą także miejscowości Cibory, Lesiak Ostródzki, Przylądek i Szafranki.

## Historia
Miejscowość założona w 1335 pod nazwą Bukwałd na sześciu włókach. W 1551 r. siedmiu chłopów z Kajkowa wykarczowało niewielka część lasu, leżąca wokół Gierłoży. Podupadła podczas wojen szwedzkich, kiedy stacjonujące tu wojska szwedzkie spaliły młyn. Zniszczona także przez wojska napoleońskie w 1807 i podczas II wojny światowej. Obecna nazwa wsi pochodzi od nazwiska mazurskiego poety Michała Kajki, który prawdopodobnie nigdy tu nie przebywał. Administracyjnie zatwierdzono ją w dniu 12 listopada 1946. W 1970 Eugeniusz Paukszta opisał Kajkowo następująco: "zasnuta drzewami, zadumana wiosczyna, to przecież ów skromny i zadumany Kajka, krzepiący polskość niekształtnymi literami stawianymi ciesielskim ołówkiem".
W latach 1954–1972 wieś należała i była siedzibą władz gromady Kajkowo. W latach 1975–1998 miejscowość administracyjnie należała do województwa olsztyńskiego.

## Grodzisko w Kajkowie
Na południe od wsi znajduje się stanowisko archeologiczne z grodziskiem (na wschód od drogi do Brzydowa), w którym przenikały się wpływy polskie z pruskimi. Gliniano-ziemny nasyp wału miał wysokość około 1,5 m i około 3–3,5 m szerokości. Na nasypie usytuowano jedną warstwę niezwiązanych ze sobą elementów drewnianych usytuowanych poprzecznie i podłużnie do przebiegu wału. Gród był założeniem jednofazowym i po zniszczeniu i spaleniu konstrukcji znajdujących się na wale gród nie został odbudowany. Analiza ceramiki naczyniowej pozwoliła zawęzić chronologię funkcjonowania grodu do okresu od ostatnich dekad X w. – po połowę(?) XI wieku. W dokumentacji naukowej określane jest także jako "grodzisko w Ornowie". Osada w Kajkowie zasługuje na uwagę albowiem pozyskana z niej ceramika pozwala wydzielić trzy fazy osadnicze. Każda z faz reprezentuje zarazem inny obraz kulturowy. Najstarsza nosi wyłącznie cechy kulturowe pozwalające identyfikować ją z kręgiem pruskim, następna zawiera wyłącznie ceramikę słowiańską, a najmłodsza charakteryzuje się obecnością hybryd stylistycznych mających nawiązania do kręgu pruskiego i słowiańskiego.

## Związki wyznaniowe
W Kajkowie mieści się kościół parafialny pw. św. Moniki oraz Sala Królestwa Świadków Jehowy.

## Komunikacja miejska
Na terenie miejscowości kursują następujące linie obsługiwane przez ZKM Ostróda:
- 2 (Kajkowo - Wzgórze św. Franciszka/Morliny)
- 12 (Wałdowo - Kajkowo)
- 11 (wybrane kursy)

Pętla autobusowa "Kajkowo" znajduje się na placu Mariackim, przy tzw. figurce. Ponadto wybrane kursy dojeżdżają do pętli "Polna" znajdującej się u zbiegu ulic Świetlińskiej i Polnej.